# Carole Lombard

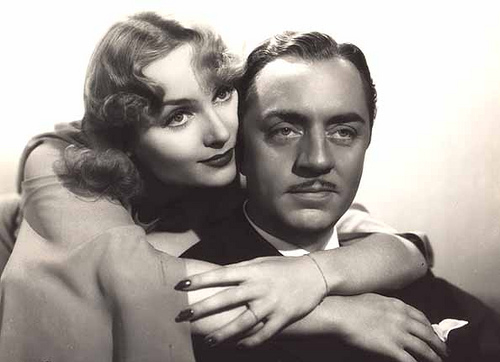
Carole Lombard cu primul său soț, William Powell

Carole Lombard (n. 6 octombrie 1908, Fort Wayne, Indiana, SUA - d. 16 ianuarie 1942, Mount Potosi, Nevada, SUA), născută Jane Alice Peters, a fost o actriță americană de film. A fost ucisă într-un accident aviatic pe data de 16 ianuarie 1942, în timpul celui de-al Doilea Război Mondial.

## Filmografie
1921 A Perfect Crime sora lui Grigg
1924 Gold Heels Bit
1925 Dick Turpin
1925 Gold and the Girl
1925 Marriage in Transit Celia Hathaway
1925 Hearts and Spurs Sybil Estabrook
1925 Durand of the Bad Lands Ellen Boyd
1926 The Road to Glory
1927 My Best Girl
1928 The Divine Sinner Millie Claudert
1928 Power Altă Doamnă
1928 Me, Gangster Blonde Rosie
1928 Show Folks Cleo
1928 Ned McCobb's Daughter Jennie
1929 High Voltage Billie Davis
1929 Big News Margaret Banks
1929 The Racketeer Rhoda Philbrooke
1930 The Arizona Kid Virginia Hoyt
1930 Safety in Numbers Pauline
1930 Fast and Loose Alice O'Neil
1931 It Pays to Advertise Mary Grayson
1931 Man of the World Mary Kendall
1931 Ladies' Man Rachel Fendley
1931 Up Pops the Devil Anne Merrick
1931 Take This Woman Kay Dowling
1932 No One Man Penelope 'Nep' Newbold
1932 Sinners in the Sun Doris Blake
1932 Virtue Mae
1932 No More Orchids Annie Holt
1932 No Man of Her Own Connie Randall
1933 From Hell to Heaven Colly Tanner
1933 Supernatural Roma Courtney
1933 The Eagle and the Hawk Beautiful lady
1933 Brief Moment Abby Fane
1933 White Woman Judith Denning
1934 Bolero Helen Hathaway
1934 We're Not Dressing Doris Worthington
1934 Twentieth Century Lily Garland, aka Mildred Plotka
1934 Now and Forever Toni Carstairs Day
1934 Lady by Choice Alabam Lee
1934 The Gay Bride Mary Magiz
1935 Rumba Diana Harrison
1935 Hands Across the Table Regi Allen
1936 Love Before Breakfast Kay Colby
1936 The Princess Comes Across Princess Olga
1936 My Man Godfrey Irene Bullock
1937 Swing High, Swing Low Maggie King
1937 Nothing Sacred Hazel Flagg
1937 True Confession Helen Barlett
1938 Fools for Scandal Kay Winters
1939 Made for Each Other Jane Mason
1939 In Name Only Julie Eden
1940 Vigil in the Night Anne Lee
1940 They Knew What They Wanted Amy Peters
1941 Mr. & Mrs. Smith Ann Krausheimer Smith
1942 To Be or Not to Be Maria Tura.

### Scurt metraje
1927 Smith's Pony 
1927 Gold Digger of Weepah
1927 The Girl from Everywhere
1928 Run, Girl, Run
1928 The Beach Club
1928 Smith's Army Life
1928 The Best Man
1928 The Swim Princess
1928 The Bicycle Flirt
1928 The Girl from Nowhere
1928 His Unlucky Night
1928 Smith's Restaurant
1928 The Campus Vamp
1928 Motorboat Mamas
1928 Hubby's Weekend Trip
1928 The Campus Carmen
1929 Matchmaking Mamma
1929 Don't Get Jealous.